# بيا يوهانسون
بيا يوهانسون (بالسويدية: Pia Johansson)‏ هي محاضرة وممثلة سويدية، ولدت في 16 نوفمبر 1960 بأوميو في السويد.

## وصلات خارجية
- بيا يوهانسون على موقع IMDb (الإنجليزية)
- بيا يوهانسون على موقع روتن توميتوز (الإنجليزية)
- بيا يوهانسون على موقع ألو سيني (الفرنسية)
- بيا يوهانسون على موقع تيرنر كلاسيك موفيز (الإنجليزية)
- بيا يوهانسون على موقع أول موفي (الإنجليزية)
- بيا يوهانسون على موقع قاعدة بيانات الأفلام السويدية (السويدية)
- بيا يوهانسون على موقع قاعدة بيانات الفيلم (الإنجليزية)
- بيا يوهانسون على موقع كينوبويسك (الروسية)